# الرسالة الثانية إلى أهل تسالونيكي
الرسالة الثانية إلى أهل تسالونيكي هي إحدى رسائل العهد الجديد التي تنسب إلى الرسول بولس، من المحتمل أنها كتبت في مدينة كورنثوس اليونانية بعد أشهر قليلة من كتابة الرسالة الأولى إلى أهل تسالونيكي.

## سبب كتابة الرسالة
- بعد أن بعثت الرسالة الأولى للتسالونيكيين وقع لديهم سوء فهم لما كتب فيها عن مجيء المسيح الثاني، فقد اعتقدوا أن ذلك اليوم أصبح قريبا جدا فأهملوا أمور حياتهم اليومية متوقعين قدومه في أي لحظة، لهذا أرسلت لهم هذه الرسالة الثانية لتوضح هذه القضية فمجئ الرب لن يتحقق قبل ظهور مايسميه كاتب الرسالة بابن الهلاك ويحدث الارتداد العظيم.[1]
- يعتقد بعض دارسي الكتاب المقدس بان رسالة أخرى منسوبة لبولس الرسول كانت قد وصلت لكنيسة تسالونيكي، لهذا كتب لهم بولس هذه الرسالة ووقع عليها بنفسه.[2]
- غلب على الرسالة الطابع الأبوي لتشجيع المؤمنين على مواجهة الصعاب في سبيل إيمانهم.

## مضمون الرسالة
- الإصحاح الأول : شكر وصلاة وافتخار كاتب الرسالة بكنيسة تسالونيكي.
- الإصحاح الثاني : ظهور إنسان الخطيَّة وهو مايُعرف بالمسيح الدجال، والتشجيع على الثبات بالتعاليم الصحيحة.
- الإصحاح الثالث : وصايا مختلفة وتحيات ختامية.

## مواضيع ذات صلة
- بولس